# Хата (газета)
«Хата» — всеукраїнська з міжнародною сферою розповсюдження газета, зареєстрована Міністерством України у справах преси та інформації 1 березня 1995 року. Станом на 2018 газета виходить періодично, залежно від наявних коштів.
Засновник, головний редактор та видавець — Микола Рудаков, член Національної спілки журналістів України. Відповідальний секретар — Ярослав Рудаков. Співвидавець — Міжнародний доброчинний фонд «Українська хата».

## Історія
Перше число газети вийшло 1 червня 1995 року на 8 сторінках. Газета виходила щомісячно, два рази на місяць, щотижня. Найбільший наклад газети — 25 тисяч примірників. Вийшло 90 чисел газети до 2006 року. Газету передплачували і читали і за кордоном, зокрема в Австралії, Великій Британії, США, Канаді, Білорусі, Чехії, Польщі, Словаччині, Франції, Іспанії, Італії, Латвії.
Серед постійних авторів газети: Павло Глазовий, Євген Дудар, Олекса Ющенко, Анатолій Таран, Микола Шудря, Василь Скуратівський, Володимир Мордань, Василь Довжик, Наталя Земна,Тарас Лехман,Оксана Приймак, Юрій Удод,Ольга Рутковська, Петро Кравченко (Австралія).

## Рубрика
Гасло газети: «Всеукраїнська газета для всіх. Про все красиве і корисне.Все про добро» Газета рекламує й сприяє організацій мистецьких фестивалів і концертів, творчих зустрічей, вечорів і підтримка юних українських талантів та ветеранів літератури, культури і мистецтв.
У газеті:
- Вісті порогу
- Наші консультації
- Дитяча сторінка
- Привітання фестивалю
- Календар
- Хатній вернісаж
- Сторінка для жінок

Газета «Хата» — головний інформаційний партнер:
- Всеукраїнського фестивалю мистецтв «Майбутнє України-діти!»
- Всеукраїнського фестивалю-марафону «Горнусь до тебе, рідний краю!»
- Міжнародного фестивалю-марафону «Будьмо, люди!»
- Міжнародного фестивалю культури «Гребінчині вечорниці»

та багатьох інших культурно-освітніх заходів в Україні та в зарубіжжі

## Відзнаки
Газета нагороджена:
- Грамотою Національної спілки журналістів України (1999),
- Грамотою Федерації профспілок України (1999),
- Почесною грамотою Київського міського голови (2005),
- Срібною відзнакою щорічного альманаху «Діловий імідж України» (2005).